# Ізобата

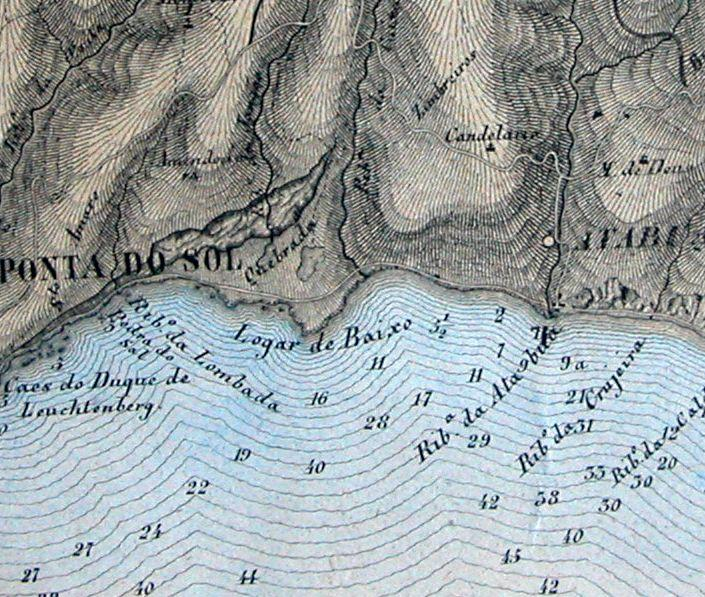
Изобати на карті узбережжя Мадейри, 1867 рік

Ізобата (англ. isobathes, isobathic curves, submarine control lines; нім. Isobathen f pl, Tiefenlinien f pl, Linien f pl gleicher Wassertiefe; рос. изобата) — ізолінія на топографічному плані або карті, що з'єднує точки однакової глибини водойм (океанів, морів, озер, річок тощо). Часто області між сусідніми ізобатами пофарбовані в ті чи інші відтінки блакитного кольору. Більш світлими відтінками області з меншими глибинами, більш темними — області з більшими глибинами.
Точка відліку глибини вибирається залежно від типу водойми:
- для безприпливних морів за нуль відліку береться середній рівень моря;
- для морів із припливами і відпливами за нульовий рівень береться мінімальний рівень води (при максимальному відпливі);
- для озер, річок, інших ізольованих водойм точкою відліку служить умовний нуль, що визначається за футштоком.